# MTBリーグ
一般社団法人MTBリーグ（エムティービーリーグ、英: Mountain Bike League of Japan、略称：MTBL）は、2016年に設立された、サイクルスポーツの普及、振興を図ることにより、サイクルスポーツの発展に寄与することを目的としている法人である。
主にマウンテンバイクについての活動を行い、公益財団法人日本自転車競技連盟の公認大会であるCoupe du Japon MTBなどの業務委託も請ける。